# Sōichirō
Sōichirō (jap. そういちろう, ソーイチロー)) – męskie imię japońskie.

## Możliwa pisownia
Do zapisania „sō” używa się różnych znaków, o różnym znaczeniu (np. 宗 „pochodzenie”, 総 „zbierać”, 草 „trawa”). Znaki użyte do zapisania „ichirō” (一郎) znaczą „pierwszy, syn”. Mogą to być także samodzielne imiona.

## Znane osoby
- Sōichirō Honda (宗一郎), japoński inżynier i przemysłowiec, założyciel Honda Motor Co, Ltd.
- Sōichirō Hoshi (総一朗), japoński seiyū
- Sōichirō Fukutake (總一郎), prezes Benesse Corporation
- Sōichirō Watase (草一郎), japoński pisarz

## Fikcyjne postacie
- Sōichirō Kuzuki (宗一郎), bohater mangi i anime Fate/stay night
- Sōichirō Nagi (宗一郎), główny bohater mangi i anime Tenjho Tenge
- Sōichirō Yagami (総一郎), bohater mangi i anime Death Note